# Nerocila lanceolata
Nerocila lanceolata là một loài chân đều trong họ Cymothoidae. Loài này được Say miêu tả khoa học năm 1818.